# Улица Лео Киачели
Улица Лео Киачели (груз. ლეო ქიაჩელის ქუჩა) — улица в Тбилиси, в районе Вера, от улицы Михаила Джавахишвили.

## История
Современное название с 1960-х годов в честь грузинского советского писателя Лео Киачели (1884—1963).
Прежнее название — Коргановская (вариант — Карагановская) по фамилии местного домовладельца Григола Гаврииловича Корганова.
В советское время носила имя Саджая, с 1948 года — Важа-Пшавела.

## Достопримечательности

Церковь Иоанна Богослова

д. 12 — дом-музей Елены Ахвледиани
д. 25 — Андреевская церковь
д. 25 — Церковь Иоанна Богослова

## Известные жители
д. 2 — Пётр Агниашвили
д. 5/7 — Алексей Инаури, мать Л. П. Берия — Марта Ивановна и его сестра Анна Павловна, Серго и Павел Орджоникидзе, Сергей Давлианидзе
д. 10 — Котэ Махарадзе (мемориальная доска)
д. 12 — Елена Ахвледиани, Святослав Рихтер
д. 16 — Миха Цхакая (мемориальная доска)
д. 20 — Дмитрий Гедеванишвили